# ジェフ・ヴァン・ガンディ
ジェフ・ヴァン・ガンディ（Jeffrey William  Van Gundy、1962年1月19日 - ）はアメリカ合衆国カリフォルニア州ヘメット出身のバスケットボール指導者。NBAのヒューストン・ロケッツの元ヘッドコーチ。ディフェンスを重視する指導スタイルで知られる。ニューオーリンズ・ペリカンズのスタン・ヴァン・ガンディヘッドコーチは実兄。

## 経歴
父ビル・ヴァン・ガンディも大学でバスケットボールの指導者をしており、文字通りコーチの家系に育つ。ヴァン・ガンディのコーチとしてのキャリアはニューヨーク州ロチェスターのマクウェイド・ジェスート高校で始まった。その後プロヴィデンス大学でリック・ピティーノのアシスタント・コーチを務め、チームをNCAAトーナメントのFinal4に進出させる手助けをした。翌年はチームのヘッドコーチがゴードン・チエサに代わったがヴァン・ガンディはアシスタント・コーチを続けた。さらに翌年はラトガース大学に招聘されボブ・ウェンゼルのアシスタント・コーチを務めた。
1989年7月28日、NBAのニューヨーク・ニックスのアシスタント・コーチに招かれ、その後、6年半に渡ってストゥ・ジャクソン、ジョン・マクレオド、パット・ライリー、ドン・ネルソンらを補佐した。その間、ニックスがアトランティック・ディヴィジョンの3位以下に落ちたことは一度もなく、3度のディヴィジョン優勝を成し遂げ、毎年のようにプレイオフに出場する中でヴァン・ガンディはNBAのコーチとしての経験を積んでいった。1994年はイースタン・カンファレンスを制しNBAファイナルに駒を進めたが、ヒューストン・ロケッツに敗れた。
1996年3月8日から2001年12月8日にかけてはニューヨーク・ニックスのヘッドコーチを務め、チームを毎年プレイオフに導いた。特にロックアウトで短縮された1999年は27勝23敗とイースタン・カンファレンス8位の成績で終え、辛うじてプレイオフ進出を果たしたような状態であったが、プレイオフ第1ラウンドでカンファレンス1位通過の強豪にしてパット・ライリーが率いる宿敵マイアミ・ヒートを破ると、勢いに乗って快進撃を続け、第8シードからNBAファイナルまで進んだ史上初のチームとなった。NBAファイナルではグレッグ・ポポビッチのもと、ティム・ダンカンを擁するサンアントニオ・スパーズの前に敗れた。
2001年12月8日、チームの成績不振の責任を取る形でヘッドコーチを辞職。暫く指導者としての地位から遠ざかるが、2003年にヒューストン・ロケッツと契約。チームの再建を託されたが、プレイオフ第1ラウンドを突破することが出来ず、2007年5月18日、ユタ・ジャズとの第7戦で敗退すると解雇された。
以降は、指導者職に復帰せずESPNの解説者を務めている。日頃から試合途中のインタビューにまともに答えてくれないことで有名なグレッグ・ポポビッチにインタビューを試みた際、ハグされただけで、何も聞けなかったことがある。

## 脚註
1. ↑  Jeff Van Gundy's Emotional Interview With Gregg Popovich